# Belgien i olympiska sommarspelen 2000
Belgien deltog i de olympiska sommarspelen 2000 med en trupp bestående av 68 deltagare, 36 män och 32 kvinnor, och de tog totalt fem medaljer.

## Medaljer

### Silver
- Filip Meirhaeghe - Cykling, mountainbike
- Etienne De Wilde och Matthew Gilmore - Cykling, madison

### Brons
- Ann Simons - Judo, lätt lättvikt 48 kg
- Gella Vandecaveye - Judo, mellan medelvikt 63 kg
- Els Callens och Dominique Van Roost - Tennis, dubbel

## Badminton
Herrar
| Spelare      | Gren       | 64-delsfinal      | 32-delsfinal                        | Sextondelsfinal   | Åttondelsfinal    | Kvartsfinal       | Semifinal         | Final             |
| Spelare      | Gren       | Motståndare Poäng | Motståndare Poäng                   | Motståndare Poäng | Motståndare Poäng | Motståndare Poäng | Motståndare Poäng | Motståndare Poäng |
| ------------ | ---------- | ----------------- | ----------------------------------- | ----------------- | ----------------- | ----------------- | ----------------- | ----------------- |
| Ruud Kuijten | Herrsingel |                   | K Jonassen (DEN) L 2-0 (15-8, 15-5) | Gick inte vidare  | Gick inte vidare  | Gick inte vidare  | Gick inte vidare  | Gick inte vidare  |

## Bordtennis
Herrar
| Idrottare                        | Gren       | Grupp                                            | Första omgången        | Andra omgången          | Kvartsfinal       | Semifinal         | Final             |
| Idrottare                        | Gren       | Motståndare Poäng                                | Motståndare Poäng      | Motståndare Poäng       | Motståndare Poäng | Motståndare Poäng | Motståndare Poäng |
| -------------------------------- | ---------- | ------------------------------------------------ | ---------------------- | ----------------------- | ----------------- | ----------------- | ----------------- |
| Jean-Michel Saive                | Herrsingel |                                                  | P Korbel (CZE) W 3-0   | J-O Waldner (SWE) L 3-1 | Gick inte vidare  | Gick inte vidare  | Gick inte vidare  |
| Philippe Saive                   | Herrsingel | A M Marengo (CHI) W 3-0 E Shchetinin (BLR) W 3-1 | L Guozheng (CHN) L 3-2 | Gick inte vidare        | Gick inte vidare  | Gick inte vidare  | Gick inte vidare  |
| Jean-Michel Saive Philippe Saive | Herrdubbel | S Iseki (JPN) T Tasaki (JPN) L 2-0               | Gick inte vidare       | Gick inte vidare        | Gick inte vidare  | Gick inte vidare  | Gick inte vidare  |

## Bågskytte
| Herrarnas individuella |                |                      |         |
|                        | Nico Hendrickx |                      |         |
| 1/32 Eliminations      | Besegrade      | Jubzang (BHU)        | 162-156 |
| 1/16 Eliminations      | Förlorade mot  | Vadim Shikarev (KAZ) | 151-154 |

## Cykling

### Mountainbike
Herrarnas terränglopp
- Filip Meirhaeghe
  1. Final – 2:10:05,51 (Silver)
- Roel Paulissen
  1. Final – 2:16:54,82 (19:e plats)
- Peter van den Abeele
  1. Final – DNF

### Landsväg
Herrarnas linjelopp
- Axel Merckx
  1. Final – 5:30:37 (12:e plats)
- Nico Mattan
  1. Final – 5:30:46 (33:e plats)
- Marc Wauters
  1. Final – 5:30:46 (67:e plats)
- Rik Verbrugghe
  1. Final – 5:30:46 (71:e plats)
- Peter Van Petegem
  1. Final – 5:36:14 (79:e plats)

Damernas linjelopp
- Heidi van de Vijver
  1. Final – 3:06:31 (8:e plats)
- Cindy Pieters
  1. Final – 3:06:31 (20:e plats)
- Vanja Vonckx
  1. Final – 3:12:40 (40:e plats)

### Bana
Herrarnas poänglopp
- Matthew Gilmore
  1. Poäng – 6
  2. Varv efter – 2 (15:e plats)

Herrarnas Madison
- Etienne de Wilde, Matthew Gilmore
  1. Final – 22 (Silver)

## Friidrott
Herrarnas 800 meter
- Nathan Kahan
  1. Omgång 1 – 01:47,69 (gick inte vidare)

Herrarnas 5 000 meter
- Mohammed Mourhit
  1. Omgång 1 – DNS (gick inte vidare)

Herrarnas 10 000 meter
- Mohammed Mourhit
  1. Omgång 1 – 27:45,75
  2. Final – DNF

Herrarnas 110 meter häck
- Jonathan Nsenga
  1. Omgång 1 – 13,57
  2. Omgång 2 – 13,73 (gick inte vidare)

Herrarnas diskuskastning
- Jo Van Daele
  1. Kval – 60,93 (gick inte vidare)

Herrarnas längdhopp
- Erik Nys
  1. Kval – 7,52 (gick inte vidare)

Herrarnas stavhopp
- Thibaut Duval
  1. Kval – 5,55 (gick inte vidare)

Damernas 800 meter
- Sandra Stals
  1. Omgång 1 – 02:02,33 (gick inte vidare)

Damernas 1 500 meter
- Veerle Dejaeghere
  1. Omgång 1 – 04:10,68
  2. Semifinal – 04:07,87 (gick inte vidare)

Damernas 10 000 meter
- Marleen Renders
  1. Omgång 1 – DNS (gick inte vidare)

Damernas maraton
- Marleen Renders
  1. Final – DNF

## Gymnastik
- Sigrid Persoon
  1. Damernas individuella mångkamp – 43:a
  2. Damernas hopp – 18:a
  3. Damernas fristående – 54:a
  4. Damernas barr – 64:a
  5. Damernas bom – 68:a

## Judo
Herrarnas extra lättvikt (-60 kg)
- Cédric Taymans
  1. Första omgången –; besegrade Ruslan Mirzaliyev (UKR)
  2. Round of 32 –; förlorade mot Brandan Greczkowski (USA)

Herrarnas tungvikt (+100 kg)
- Harry Van Barneveld
  1. Sextondelsfinal –; besegrade Ko Kyung-Doo (KOR)
  2. Åttondelsfinal –; besegrade Abdullo Tangriyev (UZB)
  3. Kvartsfinal –; förlorade mot David Douillet (FRA)
  4. Återkval kvartsfinal –; förlorade mot Selim Tataroğlu (TUR)

Damernas extra lättvikt (-48 kg)
- Ann Simons
  1. Sextondelsfinal –; besegrade Hayet Rouini (TUN)
  2. Åttondelsfinal –; besegrade Jenny Hill (AUS)
  3. Kvartsfinal –; förlorade mot Anna-Maria Gradante (GER)
  4. Återkval kvartsfinal –; besegrade Mariana Martins (BRA)
  5. Återkval semifinal –; besegrade Amarylis Savon (CUB)
  6. Bronsmatch –; besegrade Hyon Hyang Cha (PRK)

Damernas halv lättvikt (-52 kg)
- Inge Clement
  1. Sextondelsfinal –; lost to Salima Souakri (ALG)

Damernas lättvikt (-57 kg)
- Marisabel Lomba
  1. Sextondelsfinal –; besegrade Rose Marie Kouahoe (CIV)
  2. Åttondelsfinal –; besegrade Orit Bar On (ISR)
  3. Kvartsfinal –; förlorade mot Druilis González (CUB)
  4. Återkval kvartsfinal –; förlorade mot Barbara Harel (FRA)

Damernas halv mellanvikt (-63 kg)
- Gella Vandecaveye
  1. Sextondelsfinal –; bye
  2. Åttondelsfinal –; besegrade Kyong Sun Ji (PRK)
  3. Kvartsfinal –; förlorade mot Li Shufang (CHN)
  4. Återkval kvartsfinal –; besegrade Olga Artamonova (KGZ)
  5. Återkval semifinal –; besegrade Vania Ishii (BRA)
  6. Bronsmatch –; besegrade Anja von Rekowski (GER)

Damernas mellanvikt (-70 kg)
- Ulla Werbrouck
  1. Sextondelsfinal –; bye
  2. Åttondelsfinal –; förlorade mot Ursula Martin (ESP)
  3. Återkval första omgången –; besegrade Andrea Pazoutova (CZE)
  4. Återkval kvartsfinal –; besegrade Masae Ueno (JPN)
  5. Återkval semifinal –; besegrade Edith Bosch (NED)
  6. Bronsmatch –; förlorade mot Cho-Min Sun (KOR)

Damernas halv tungvikt (-78 kg)
- Heidi Rakels
  1. Sextondelsfinal –; besegrade Karin Keinhuis (NED)
  2. Åttondelsfinal –; besegrade Akissi Monney (CIV)
  3. Kvartsfinal –; besegrade Emanuela Pierantozzi (ITA)
  4. Semifinal –; förlorade mot Tang Lin (CHN)
  5. Bronsmatch –; förlorade mot Simone Marcela Richter (ROU)

Damernas tungvikt (+78 kg)
- Brigitte Olivier
  1. Sextondelsfinal –; besegrade Beatriz Martin (ESP)
  2. Åttondelsfinal –; besegrade Mara Kovacevic (YUG)
  3. Kvartsfinal –; förlorade mot Daima Beltrán (CUB)
  4. Återkval kvartsfinal –; förlorade mot Seon-Young Kim (KOR)

## Kanotsport
Sprint
Herrarnas K-1 1000 m
- Bob Maesen
  1. Kvalheat –; 03:37,587
  2. Semifinal –; 03:43,147 (gick inte vidare)

## Ridsport
Individuell hoppning
- Ludo Philippaerts
  1. Final – 8 pts (4:e plats)

Individuell fälttävlan
- Bruno Goyens de Heusch - DNF

Lagtävling i fälttävlan
- Carl Bouckaert, Karin Donckers, Kurt Heyndrickx & Constantin Van Rijckevorsel - 9:e plats

## Rodd
Herrarnas scullerfyra
- Arnaud Duchesne, Luc Goiris, Björn Hendrickx & Stijn Smulders - 9:e plats

## Segling
Finnjolle
- Sébastien Godefroid
  1. Race 1 – 13
  2. Race 2 – 3
  3. Race 3 – 10
  4. Race 4 – 1
  5. Race 5 – 14
  6. Race 6 – (17)
  7. Race 7 – 5
  8. Race 8 – 10
  9. Race 9 – 7
  10. Race 10 – (19)
  11. Race 11 – 2
  12. Final – 65 (7:e plats)

Laser
- Philippe Bergmans
  1. Race 1 – 13
  2. Race 2 – 4
  3. Race 3 – 24
  4. Race 4 – 23
  5. Race 5 – 9
  6. Race 6 – 19
  7. Race 7 – (25)
  8. Race 8 – 17
  9. Race 9 – (30)
  10. Race 10 – 6
  11. Race 11 – 1
  12. Final – 116 (16:e plats)

Mistral
- Sigrid Rondelez
  1. Race 1 – (21)
  2. Race 2 – 13
  3. Race 3 – 11
  4. Race 4 – 19
  5. Race 5 – 11
  6. Race 6 – 16
  7. Race 7 – 17
  8. Race 8 – (26)
  9. Race 9 – 12
  10. Race 10 – 9
  11. Race 11 – 19
  12. Final – 127 (16:e plats)

Europajolle
- Min Dezillie
  1. Race 1 – 8
  2. Race 2 – 8
  3. Race 3 – (26)
  4. Race 4 – 10
  5. Race 5 – 4
  6. Race 6 – 4
  7. Race 7 – 10
  8. Race 8 – (12)
  9. Race 9 – 10
  10. Race 10 – 7
  11. Race 11 – 7
  12. Final – 68 (6:e plats)

## Tennis
| Spelare                         | Gren      | Omgång 1                              | Omgång 2                              | Åttondelsfinaler             | Kvartsfinaler                         | Semifinaler                          | Final / BM                                      | Final / BM       |
| Spelare                         | Gren      | Motståndare Poäng                     | Motståndare Poäng                     | Motståndare Poäng            | Motståndare Poäng                     | Motståndare Poäng                    | Motståndare Poäng                               | Placering        |
| ------------------------------- | --------- | ------------------------------------- | ------------------------------------- | ---------------------------- | ------------------------------------- | ------------------------------------ | ----------------------------------------------- | ---------------- |
| Sabine Appelmans                | Damsingel | Jeyaseelan (CAN) W 7–5, 6–2           | Vento (VEN) W 6–2, 6–2                | Coetzer (RSA) L 6–3, 6–1     | Gick inte vidare                      | Gick inte vidare                     | Gick inte vidare                                | Gick inte vidare |
| Els Callens                     | Damsingel | Asagoe (JPN) W 6–0, 6–4               | Zuluaga (COL) L 6–3, 6–2              | Gick inte vidare             | Gick inte vidare                      | Gick inte vidare                     | Gick inte vidare                                | Gick inte vidare |
| Dominique Van Roost             | Damsingel | Gerši (CZE) W 6–1, 6–1                | Myskina (RUS) W 6–2, 6–3              | Farina Elia (ITA) W 6–1, 7–5 | Seles (USA) L 6–0, 6–2                | Gick inte vidare                     | Gick inte vidare                                | Gick inte vidare |
| Els Callens Dominique Van Roost | Damdubbel | Majoli & Talaja (CRO) W 6–2, 5–7, 6–2 | Habšudová & Husárová (SVK) W 6–3, 6–2 | i.u.                         | Sequera & Vento (VEN) W 4–6, 7–5, 6–4 | Williams & Williams (USA) L 6–4, 6–1 | Barabanstjikova & Zvereva (BLR) W 4–6, 6–4, 6–1 |                  |

## Triathlon
Damernas triathlon
- Kathleen Smet – 2:04:05,98 (16:e plats)
- Mieke Suys – Fullföljde inte